# Plechocie
Plechocie (biał. Плехаці, Plechaci; ros. Плехоти, Plechoti) – wieś na Białorusi, w obwodzie grodzieńskim, w rejonie ostrowieckim, w sielsowiecie Ryteń, w pobliżu Wilii.

## Historia
W czasach zaborów dwa zaścianki w gminie Kiemieliszki, w powiecie święciańskim, w guberni wileńskiej Imperium Rosyjskiego.  W 1905 roku zaścianek Świłły liczył 8 mieszkańców, 39 dziesięcin; drugi zaścianek liczył 19 mieszkańców, 37 dziesięcin.
W dwudziestoleciu międzywojennym zaścianek leżący w Polsce, w województwie wileńskim, w powiecie święciańskim, w gminie Kiemieliszki.
W 1931 w 5 domach zamieszkiwały 44 osoby.
Po II wojnie światowej w granicach Związku Sowieckiego. Od 1991 w niepodległej Białorusi.